# Франтишек Јан Језбера
Франтишек Јан Језбера, (Брезњице, 15. јануар 1829 – Варшава, 3. новембар 1901) био је чешки слависта и професор на Варшавском универзитету. Промовисао је употребу ћириличног писма.

## Биографија
Рођен је 1829. године у сељачкој породици. Од 1869. био је доцент на катедри за словенске дијалекте на Варшавском универзитету. Путујући по Русији, саставио је збирку предмета, етнографских цртежа, макета, икона итд, и од њих направио "Сверуски музеј" у Варшави (опис и каталог музеја објављен је у Варшави 1879). Написао је више радова, брошура и чланака о употреби ћирилице. Године 1860. појавио се његов чланак: "О списима свих Словена". Од тог времена већина његових брошура, писаних на чешком језику, штампана је или само ћирилицом, или упоредо са ћирилицом и латиницом.
Кореспондентни је члан Друштва српске словесности од јануара 1863. Дописни је члан Српског ученог друштва наименован 1864. Почасни је члан Српске краљевске академије од новембра 1892.
Умро је 1901. године.